# Vive la France
Vive la France är en svensk-finländsk-norsk-isländsk dokumentärfilm från 2014 med manus och regi av Titti Johnson och Helgi Felixson.

## Handling
Filmen utspelar sig vid Mururoaatollen i Franska Polynesien. Bakgrunden är Frankrikes kärnvapentester som genomfördes på platsen 1995. Filmen följer paret Kua och Teariki som bor på ön Tureia. De drömmer om att starta ett bageri, men blir nekade banklån på grund av den överhängande risken att atollen kan komma att implodera och därigenom orsaka en tsunami.

## Om filmen
Vive la France producerades av Felixon, Hege Dehli och Sonja Lindén för Helgi Felixson Filmproduktion AB med produktionsstöd från Stiftelsen Svenska Filminstitutet. Filmen hade arbetstiteln Det franska tvätteriet. Den klipptes av Johnson.
Filmen premiärvisades den 26 januari 2014 på Göteborgs filmfestival. Den 6 mars 2014 visades den på Tempo dokumentärfestival i Stockholm. Den hade biopremiär den 31 augusti 2014. Filmen distribueras av Folkets Bio AB.